# エドヴァルト・ヴァイニオ

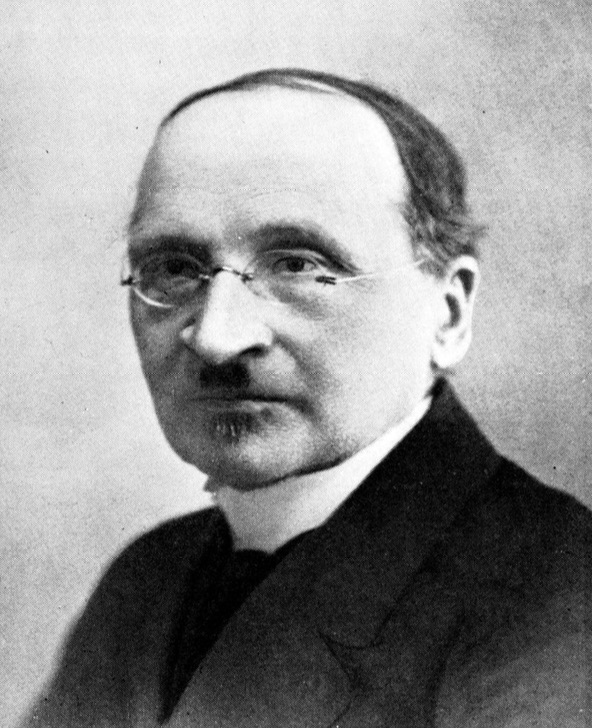

エドヴァルト・アウグスト・ヴァイニオ（Edvard August Vainio、1876年まで Lang、1876-1919 Wainioと称する、1853年8月5日 - 1929年5月14日）はフィンランドの植物学者である。

## 経歴
南サヴォ県のピエクサマキ(Pieksämäki)に生まれた。植物学を学び1878年にはハメ州東部やフィンランド北部、ロシアのカレリアとの国境地域の植物地理学の論文を発表した。1880年から1906年の間、ヘルシンキ大学の准教授を務めた。後に地衣類を専門とし、フィンランド各地や国外から、標本を収集した。1880年に西シベリアを旅し、1885年にブラジルにフィールド調査した。 1888年にブラジルの旅行記録などを発表した。ヘルシンキ大学では教授の地位が得られなかったので、1891年から、ロシア政府の検閲の仕事などを行ったため、フィンランド人の支持を失い、学問の世界でも疎外され、教職も失った。1919年にトゥルク大学が、ヴァイニオの標本を購入することによって経済的苦境を救った。1922年には教職も与えられ、ヴァイニオによってトゥルク大学の標本数は35,000まで拡充された。